# Erwin Kulzer
Erwin Kulzer (* 23. Februar 1928 in Kempten; † 13. März 2014 in Tübingen-Hirschau) war ein deutscher Zoologe und langjähriger Professor für Zoologie an der Eberhard Karls Universität Tübingen. Für seine Leistungen wurde er 2008 mit der Staufermedaille des Landes Baden-Württemberg geehrt.
Schon früh erkannte er den zunehmenden Rückgang der Fledermäuse und setzte sich für die Gründung der Arbeitsgemeinschaft Fledermausschutz Baden-Württemberg e.V. ein. Er berichtete in Vorträgen und Ausstellungen über das Verhalten und die Anforderungen der nachtaktiven Tiere. Er setzte sich für den Erhalt der Schlafmöglichkeiten und Jagdgebiete der Fledermäuse ein und publizierte darüber zahlreiche Werke.

## Werk
- Säugetiere im Naturpark Schönbuch: Übersicht über die Biologie der Arten und Ergebnisse einer faunistischen-ökologischen Untersuchung in den Jahren 1989-1991, ISBN 978-3-88251-185-7
- Fledermäuse in Baden-Württemberg. Ergebnisse einer Kartierung in den Jahren 1980-1986 der Arbeitsgemeinschaft Fledermausschutz Baden-Württemberg, ISBN 978-3-88251-122-2
- Grundlagen der Lebensvorgänge: Pflanzen und Tiere in ihrer Umwelt, ISBN 978-3-7776-0772-6
- Handbuch der Zoologie / Handbook of Zoology. Eine Naturgeschichte der Stämme des Tierreiches / A Natural History of the Phyla of the Animal Kingdom: Volume 3: Biologie, ISBN 978-3-11-018344-3
- Physiology of Hibernation and related Lethargic States in Mammals and Birds, ISBN 978-3-925382-09-3
- Dermoptera. Riesengleiter, Flattermakis, Colugos. In: W. Westheide und R. Rieger: Spezielle Zoologie. Teil 2: Wirbel- oder Schädeltiere. Spektrum Akademischer Verlag, München 2004, S. 574–575, ISBN 3-8274-0307-3.